# 姚仁祿
姚仁祿（1950年1月7日—），生於台灣台北市，台灣設計師，現任慈濟人文志業中心合心精進長。

## 經歷
- 18歲，以第一志願考入東海大學建築系，就學期間創辦校園地下報《矢》與《大師傅》。
- 22歲，東海大學建築系畢。
- 23歲，入中國文化學院實業計畫研究所研習都市計畫，因創業中斷。創辦專業設計公司「大仁室內計畫／DAZA」，服務亞洲各地之跨國企業，後擴張為大仁集團（DAZA International Group）(1997年辭職)。
- 28歲，擔任台北市室內設計公會理事長，服務期間，核心目標為台灣室內設計產業之國際化與專業化。
- 40歲起，擔任慈濟志工。
- 47歲，擔任靜思文化執行長（無給職），成立第一家靜思書軒直營店。
- 48歲，擔任大愛電視總監（無給職），八年服務期間，積極以衛星全球佈局，為全球華語電視衛星轉頻器數量第二之電視台，並以優良內容將晚間八點檔收視率提高至台灣前三名，連年金鐘獎入圍或獲獎，並以長期之研發成果，成為亞洲第一家採編播存全程無帶化之數位電視台。創辦「姚仁祿創意顧問」（Eric Yao Creative Consultant）。
- 55歲，獲頒東海大學傑出校友。
- 56歲，離開大愛電視之後，擔任台灣公共廣播電視集團中華電視公司董事、天下遠見文化事業群顧問、中央通訊社董事、台新藝術基金會董事、卓越新聞獎基金會董事、等慈善、人文、藝術、媒體等服務。
- 60歲，擔任台新公益慈善基金會董事。
- 62歲，擔任國立故宮博物院指導會委員、誠品生活(股)公司獨立董事。
- 63歲，擔任台灣公共廣播電視集團董事、冠德玉山教育基金會董事。
- 64歲，擔任國家表演藝術中心董事。
- 65歲，擔任台灣敦睦聯誼會董事。
- 68歲，擔任雲門文化藝術基金會董事。
- 70歲，擔任慈濟人文志業中心精進長。

## 獲獎
- 2012 中華民國斐陶斐協會 第17屆 「傑出成就獎」
- 2005 廣播電視金鐘獎 研究發展獎 （全程無帶化採編播存數位電視作業流程）
- 2004 廣播電視金鐘獎 主持人 入圍 姚仁祿、葉樹姍（大愛全記錄，大愛電視）
- 2000 新聞局金視獎 教育文化節目主持人獎 姚仁祿、謝佳勳（文化印象，大愛電視）
- 1988 DuPont Antron Design Award

## 主持經歷
- 1998-2001，大愛電視節目主持人，文化印象
- 1998-2002，大愛電視節目主持人，書林漫步
- 1998-2004，大愛電視節目主持人，大愛call-in
- 2002-2004，大愛電視節目主持人，靜思書軒

## 家庭
姚仁祿二弟姚仁喜也是建築師，三弟姚仁恭是燈光設計師。妻子陳淨兒。

## 出版著作
- 《星空之下永遠有路》，天下文化，2012年7月31日， ISBN 9789862169865
- 《創意姚言》，2007年，天下文化+大小創意聯合出版，ISBN 9789864179619

## 外部連結
- 姚仁祿 Eric Yao的Facebook專頁